# Mereșeuca, Ocnița
Mereșeuca este un sat din raionul Ocnița, Republica Moldova.

## Geografie
La sud de sat (ocolul silvic Ocnița, Naslavcea, parcela 3, subparcelele 3, 22, 23), este amplasată vâlceaua „Partea Cneazului”, arie protejată din categoria monumentelor naturii de tip geologic sau paleontologic.

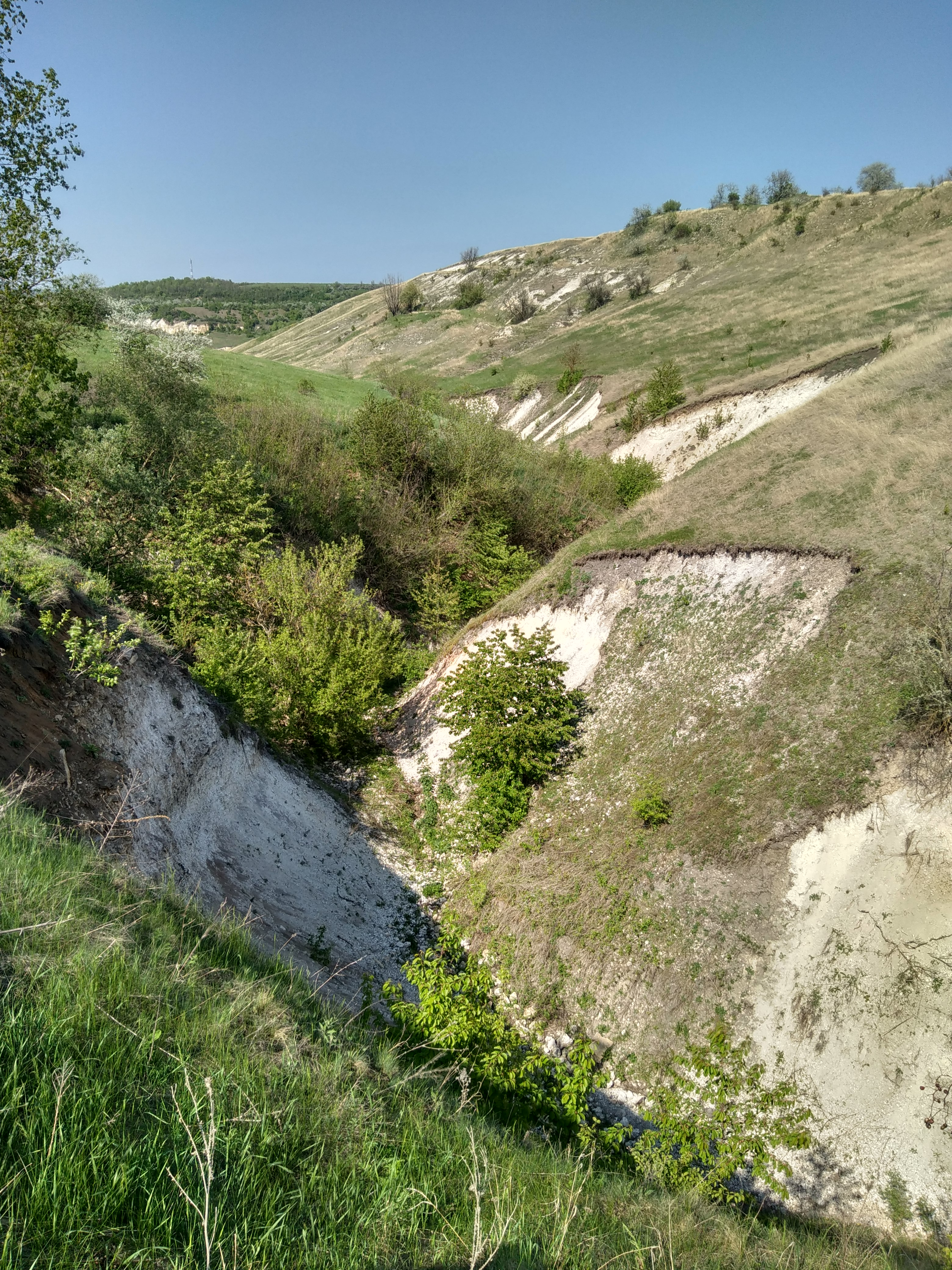
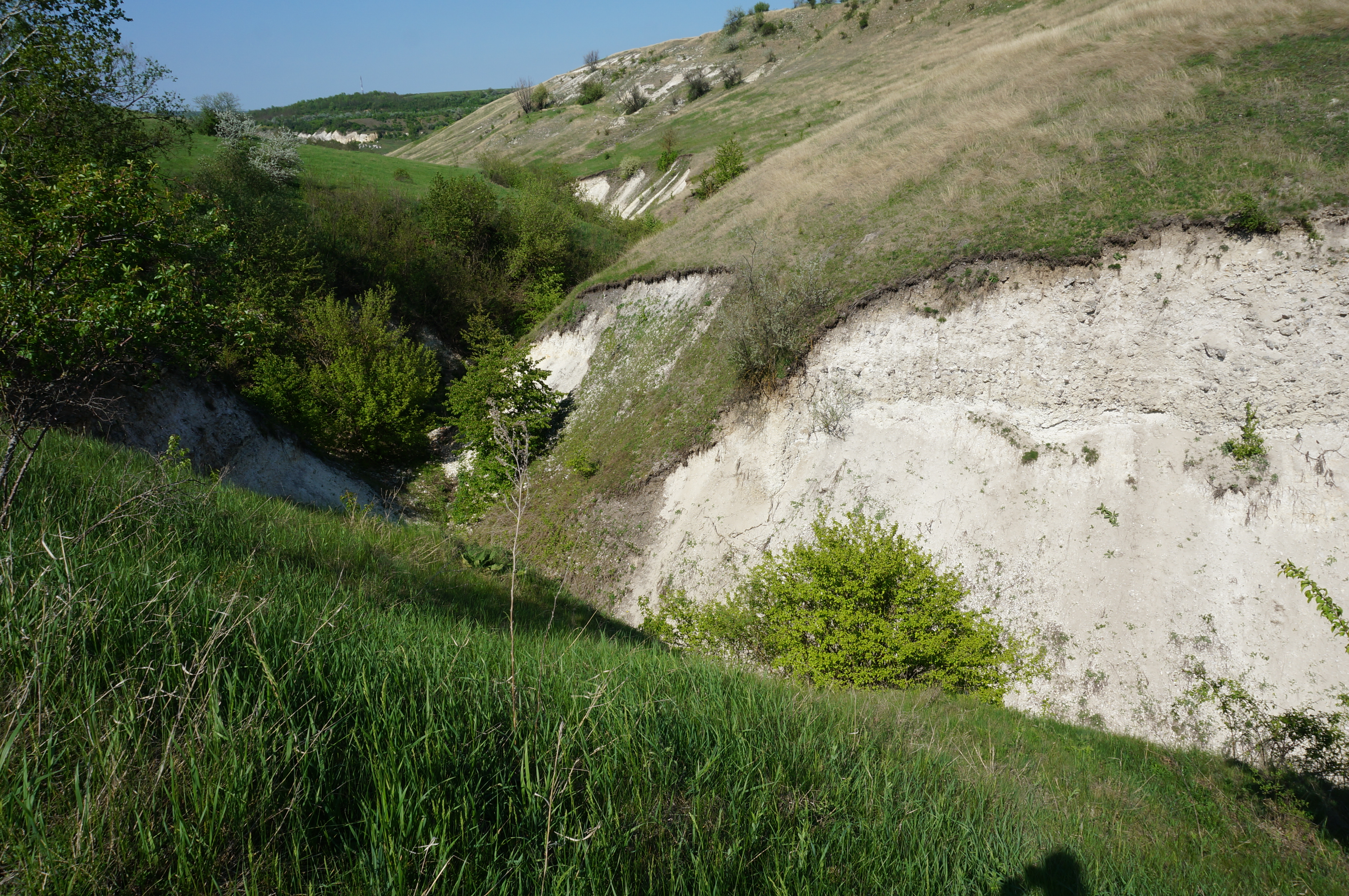
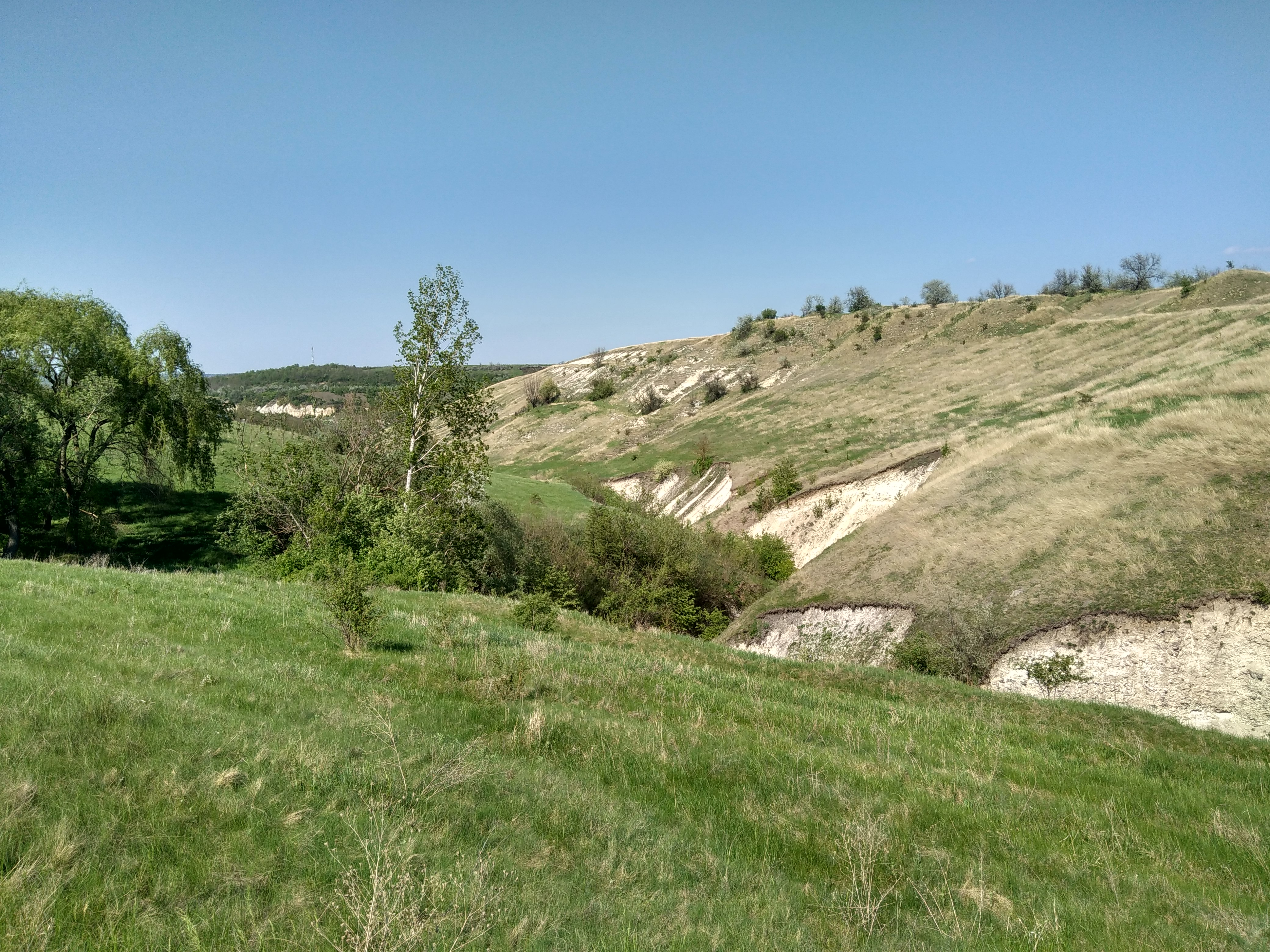
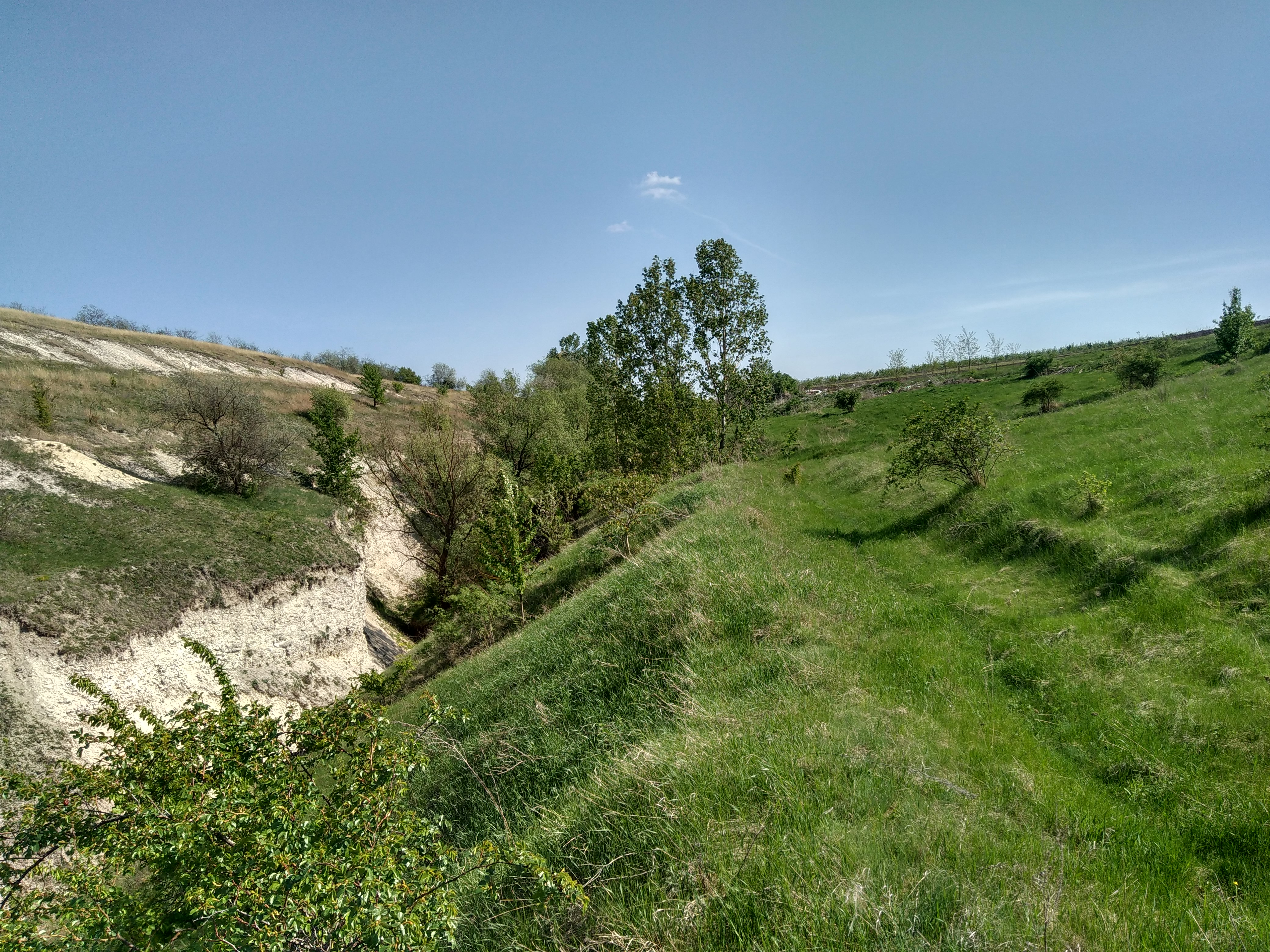
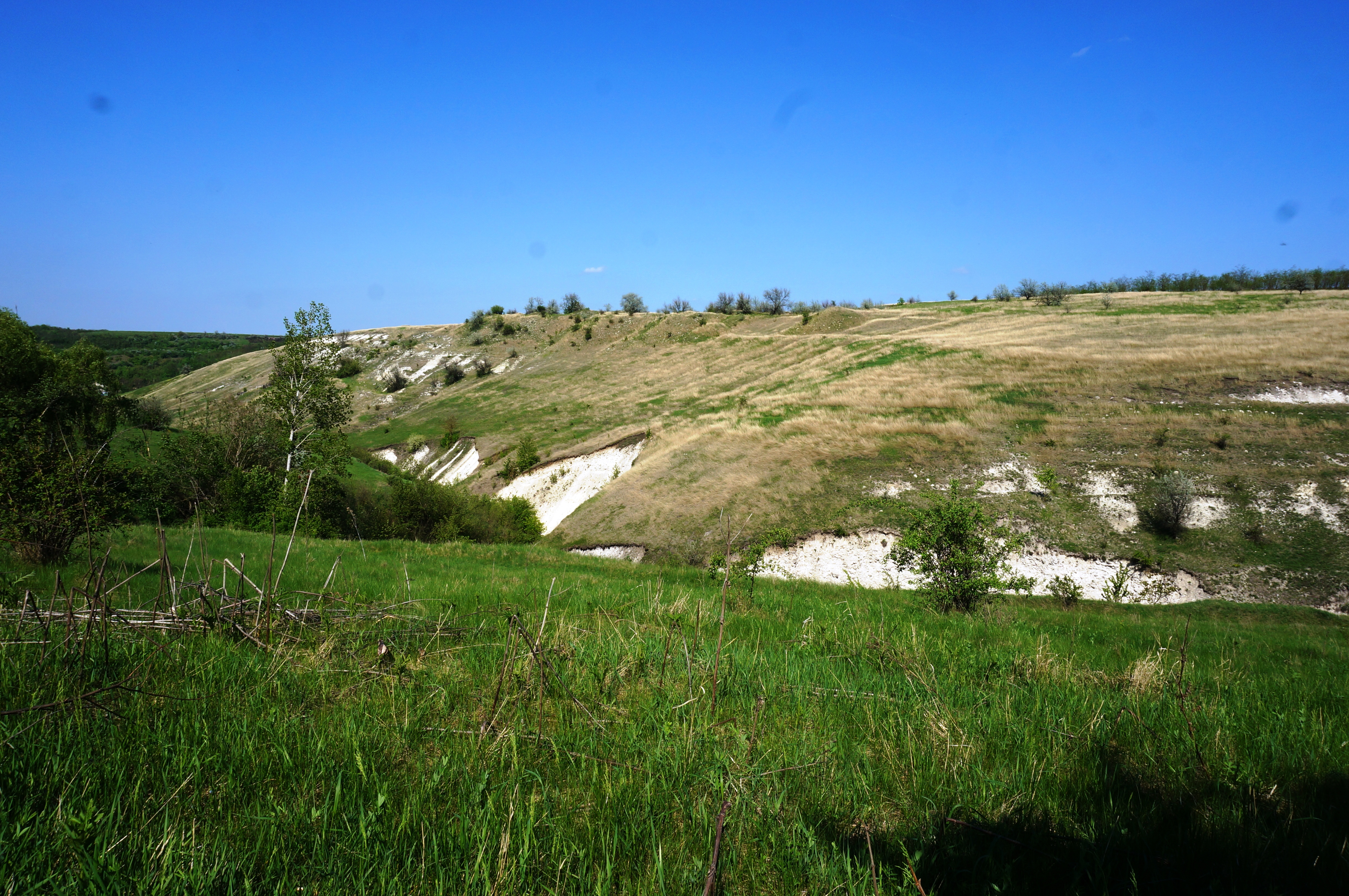

## Istorie
Satul Mereșeuca a fost atestat documentar pentru prima dată cu numele satului lui Mirișce într-un uric prin care domnii Moldovei dăruiesc lui Mihail de la Dorohoi mai multe sate:
„Din mila lui Dumnezeu, noi, Ilie voievod, domn al Țării Moldovei, și fratele domniei mele, Ștefan voievod. Facem cunoscut, cu aceasta carte a noastră, tuturor celor care o vor vedea sau o vor auzi citindu-se, ca acest adevărat boier al nostru credincios, pan Mihail de la Dorohoi, a slujit sfântrăposatului tatălui nostru cu dreapta și credincioasa slujba, iar astăzi ne slujește noua cu dreaptă și credincioasa slujbă. De aceea, noi, văzând dreapta și credincioasa lui slujba către noi, i-am miluit cu deosebita noastră milă și i-am dat și i-am înnoit și i-am întărit satele lui și privilegiul pe care și l-a dat sfântrăposatul părintele nostru, anume: satul Chindinții, și satul lui Hertea, pe Prut, ... încă satul la moara Naslavcei, încă satul lui Pavust, încă satul de lângă Macsim, încă satul lui Mirișce, încă satul unde este Noguicoi, și satul unde a fost Cletina, și satul Tereșeuți, ...

...
 
Iar hotarul tuturor acestor sate mai sus-scrise să fie cu toate hotarele lor vechi, pe unde au folosit din veac.
 
...
 
Iar pentru mai mare întărire a tuturor celor mai sus-scrise, am poruncit slugii noastre credincioase, pan Dionis logofăt, să scrie și să atârne pecetea noastră la această carte a noastră.
 
A scris Pașco, la Suceava, în anul 6945 <1437> decembrie 20 zile.”

## Populație

### Structura etnică
Structura etnică a satului conform recensământului populației din 2004:
| Grup etnic         | Populație | % Procentaj |
| ------------------ | --------- | ----------- |
| Moldoveni / Români | 1.108     | 95,76%      |
| Ucraineni          | 42        | 3,63%       |
| Ruși               | 3         | 0,26%       |
| Găgăuzi            | 1         | 0,09%       |
| Alții              | 3         | 0,26%       |
| Total              | 1.157     | 100%        |

## Administrație și politică

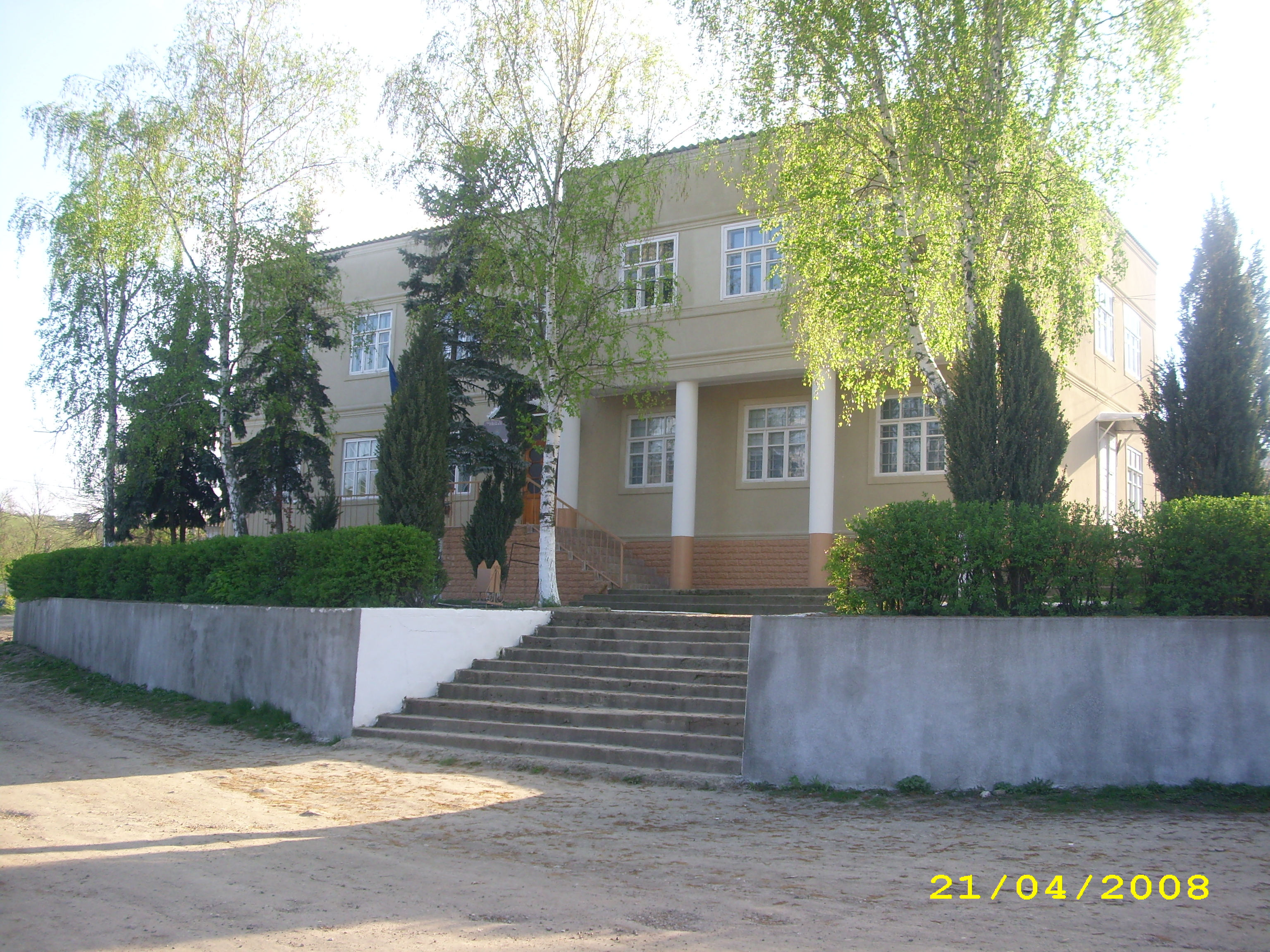
Primăria

Componența Consiliului local Mereșeuca (9 consilieri), ales la 5 noiembrie 2023, este următoarea:
|  | Partid                                        | Consilieri | Componență | Componență | Componență | Componență | Componență |
|  | --------------------------------------------- | ---------- | ---------- | ---------- | ---------- | ---------- | ---------- |
|  | Partidul Socialiștilor din Republica Moldova  | 5          |            |            |            |            |            |
|  | Partidul Social Democrat European             | 3          |            |            |            |            |            |
|  | Partidul Dezvoltării și Consolidării Moldovei | 1          |            |            |            |            |            |

## Galerie de imagini
Biserica „Înălțarea Sf. Cruci” din localitate, monument ocrotit de stat.

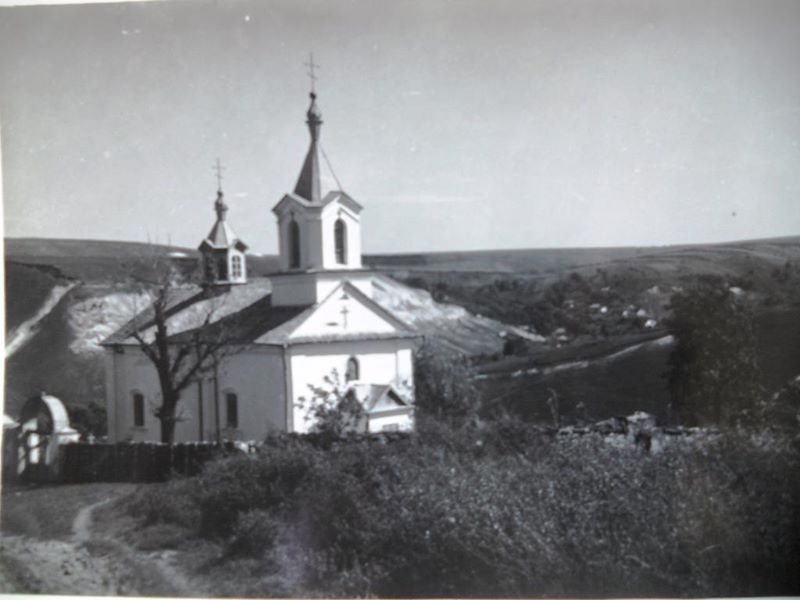
Imagini de epocă.
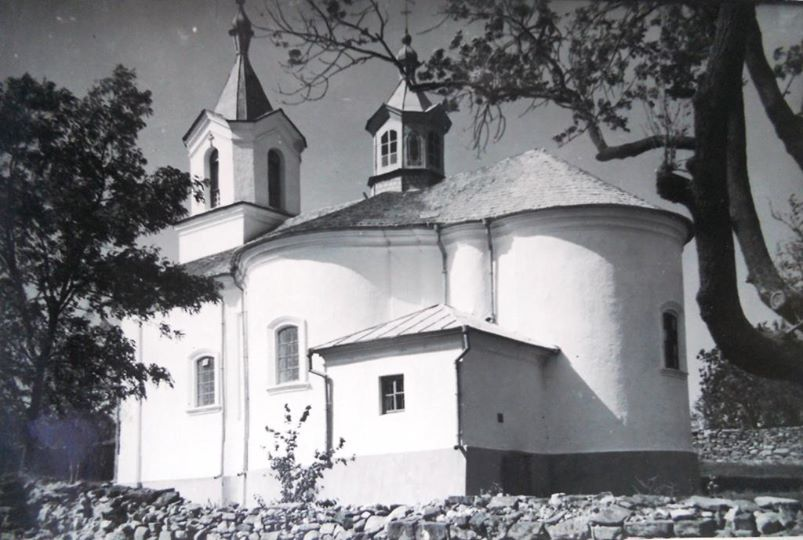
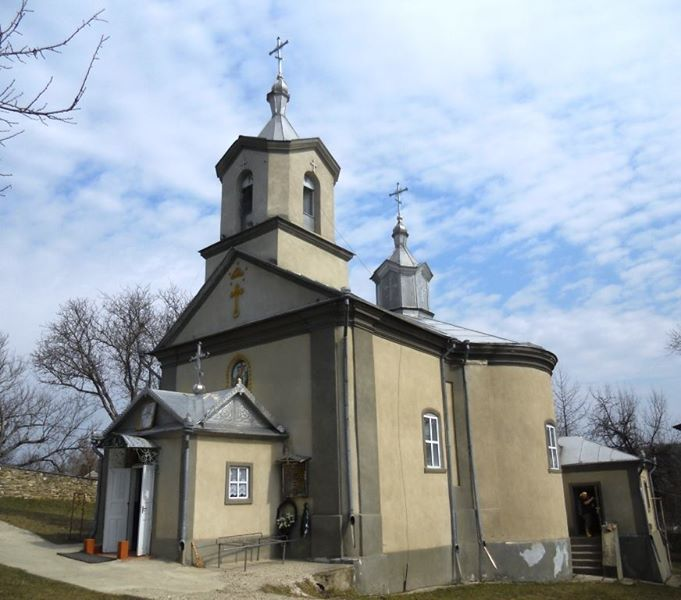
Prezent
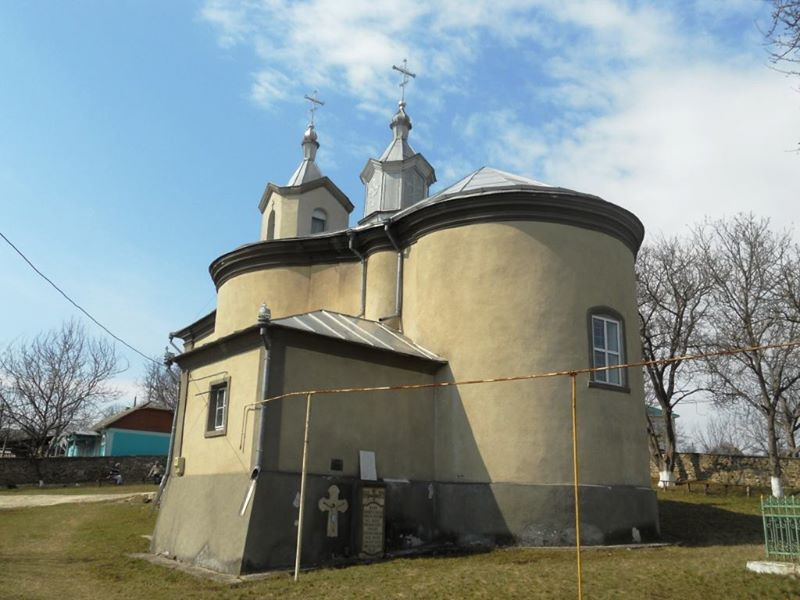
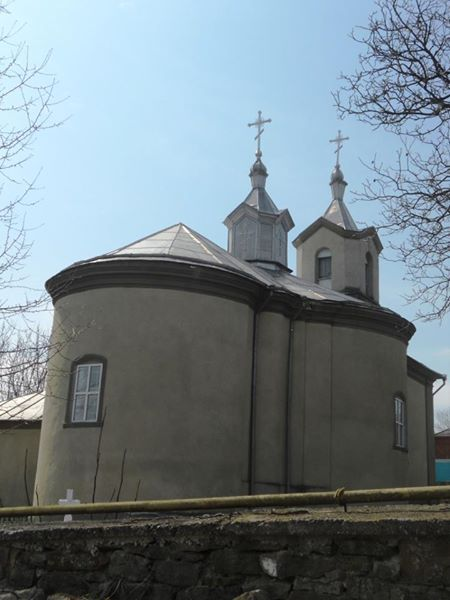
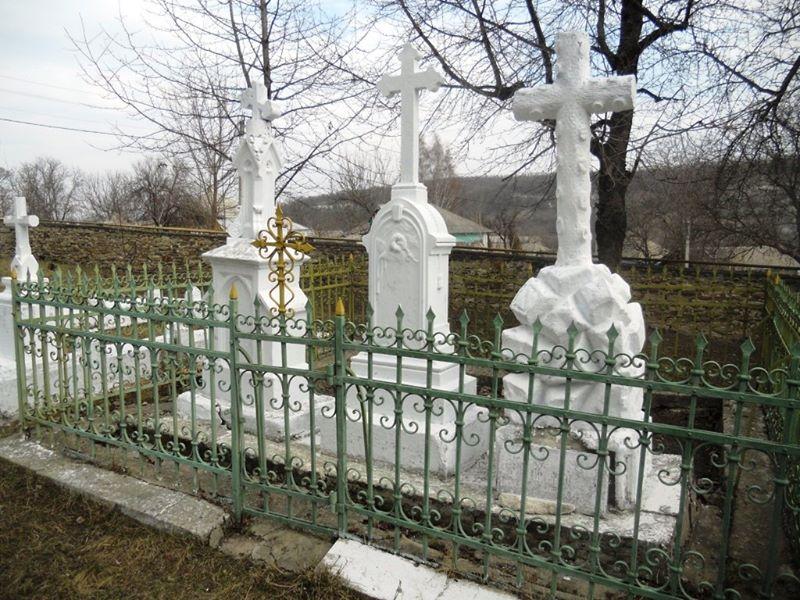